# Protaphidius nawaii
Protaphidius nawaii är en stekelart som först beskrevs av William Harris Ashmead 1906.  Protaphidius nawaii ingår i släktet Protaphidius och familjen bracksteklar. Inga underarter finns listade i Catalogue of Life.